# Audi Cup 2013
Audi Cup 2013 var den tredje udgave af Audi Cup, en todages træningsturnering med deltagelse af fire hold. Turneringen blev spillet på Allianz Arena i München, Tyskland. De fire hold ved Audi Cup 2013 var Bayern München, Manchester City, Milan og São Paulo.

## Deltagende hold
- Bayern München (Tyskland)
- Manchester City (England)
- Milan (Italien)
- São Paulo (Brasilien)

## Format
Turneringen foregår som slutspil (knock-out). De to vindere fra semifinalerne møder hinanden i finalen om Audi Cup, mens taberne fra semifinalerne møder hinanden i en kamp om tredjepladsen. Turneringen afgøres over to dage, med to kampe hver dag. 
|  | Semifinaler 31. juli | Semifinaler 31. juli |   |       | Finale 1. august | Finale 1. august |  |
|  |                      |                      |   |       |                  |                  |  |
|  |                      |                      |   |       |                  |                  |  |
|  | Manchester City      | 5                    |   |       |                  |                  |  |
|  | Milan                | 3                    |   |       |                  |                  |  |
|  |                      |                      |   |       |                  |                  |  |
|  |                      |                      |   |       |                  |                  |  |
|  |                      |                      |   |       | Manchester City  | 1                |  |
|  |                      | Bayern München       | 2 |       |                  |                  |  |
|  |                      |                      |   |       |                  |                  |  |
|  |                      |                      |   |       |                  |                  |  |
|  |                      |                      |   |       | Tredjeplads      |                  |  |
|  |                      |                      |   |       |                  |                  |  |
|  | Bayern München       | 2                    |   | Milan | 1                |                  |  |
|  | São Paulo            | 0                    |   |       | São Paulo        | 0                |  |

## Kampe
Alle tider er lokale (CEST; UTC+02:00).

### Semifinaler
| 31. juli 2013 18:15 |

| Manchester City                                       | 5 – 3   | Milan                               |
| ----------------------------------------------------- | ------- | ----------------------------------- |
| Silva 3' · Richards 19' · Kolarov 22' · Džeko 32' 36' | Rapport | El Shaarawy 37' 39' · Petagna 43' · |

| Allianz Arena, München, Tyskland Tilskuere: 35.000 Dommer: Peter Sippel (Tyskland) |

| 31. juli 2013 20:30 |

| Bayern München             | 2 – 0   | São Paulo |
| -------------------------- | ------- | --------- |
| Mandžukić 55' · Weiser 86' | Rapport |           |

| Allianz Arena, München, Tyskland Tilskuere: 56.500 Dommer: Deniz Aytekin (Tyskland) |

### Tredjeplads
| 1. august 2013 18:15 |

| Milan          | 1 – 0   | São Paulo |
| -------------- | ------- | --------- |
| K. Boateng 52' | Rapport |           |

| Allianz Arena, München, Tyskland Tilskuere: 35.000 Dommer: Günter Perl (Tyskland) |

### Finale
| 1. august 2013 20:30 |

| Manchester City | 1 – 2   | Bayern München                      |
| --------------- | ------- | ----------------------------------- |
| Negredo 61'     | Rapport | Müller 66' (str.) · Mandžukić 72' · |

| Allianz Arena, München, Tyskland Tilskuere: 68.000 Dommer: Wolfgang Stark (Tyskland) |

## Målscorere
2 mål
- Mario Mandžukić (Bayern München)
- Edin Džeko (Manchester City)
- Stephan El Shaarawy (Milan)

1 mål
- Thomas Müller (Bayern München)
- Mitchell Weiser (Bayern München)
- Aleksandar Kolarov (Manchester City)
- Álvaro Negredo (Manchester City)
- Micah Richards (Manchester City)
- David Silva (Manchester City)
- Kingsley Boateng (Milan)
- Andrea Petagna (Milan)